# 池袋日勝映画劇場
池袋日勝映画劇場（いけぶくろにっしょうえいがげきじょう）は、かつて存在した日本の映画館である。1937年（昭和12年）、東京府東京市豊島区池袋町（現在の東京都豊島区東池袋）に池袋日勝映画館（いけぶくろにっしょうえいがかん）として開館する。第二次世界大戦後は、1946年（昭和21年）10月、池袋日勝映画劇場として復興・開館、1951年（昭和26年）12月には池袋日勝地下劇場を新設・開館、1960年（昭和35年）前後には池袋日勝文化劇場（にっしょうぶんかげきじょう）、池袋松竹劇場（いけぶくろしょうちくげきじょう）を新設・開館して4館体制を確立、のちに池袋松竹劇場を池袋スカラ座（いけぶくろスカラざ）と改称した。1995年（平成7年）には4館ともすべて閉館した。

## 沿革
- 1937年 - 池袋日勝映画館として開館[1][2][12]
- 1946年10月 - 日勝映画劇場として復興・開館[3][4]
- 1951年12月 - 日勝地下劇場を開館[4][5]
- 1960年前後 - 日勝文化劇場、池袋松竹劇場を新設[6]
- 1963年 - 池袋松竹劇場を池袋スカラ座と改称[7][8]
- 1995年 - 4館ともすべて閉館[11]

## データ
- 所在地 : 東京都豊島区東池袋1丁目41番1号[8][9][10]、現在の「簱保全池袋ビル」（「ヤマダ電機IKEBUKUROアウトレット・リユースTAX FREE館」の位置[13][14][15][16]。
  - 開館当時の東京府東京市豊島区池袋町1丁目743番地[1][2]、戦後の東京都豊島区池袋町1丁目743番地[3][4][5]、同池袋東1丁目41番[6]

北緯35度43分55秒 東経139度42分48秒 / 北緯35.73194度 東経139.71333度
- 経営 : 
  1. 簱栄吉 [1][2][3][4]
  2. 簱興行 [5][6][7][8][9][10]
- 支配人 : 
  1. 簱勇治 （1940年代[1][2]）
  2. 林幹人 （1950年[3] - 1955年[4]）
  3. 永田清盛 （1955年[5] - 1960年前後）
  4. 河合淳二 （1960年前後[6] - 1965年前後）
  5. 吉岡正久 （1965年前後[7] - 1970年前後）
  6. 谷口稔・飯野之雄 （1970年前後[8] - 1975年前後）
  7. 菊池貢 （1975年前後[9] - 1978年前後）
  8. 松本清 （1978年前後[10]）
- 構造 : 鉄筋コンクリート造二階建 ⇒ 同三階建[4][5][6]
- 観客定員数 : 
  1. 日勝映画 : 685名 （1941年 - 1943年[1][2]） ⇒ 705名（1950年[3] - 1956年[4][5]） ⇒ 339名（1960年[6] - 1967年[7]） ⇒ 304名（1975年[8] - 1979年[9][10]）⇒ 296名（閉館時）
  2. 日勝地下（地下1階） : 275名（1954年[4] - 1956年[5]） ⇒ 277名（1960年[6]） ⇒ 339名（1967年[7]） ⇒ 230名（1974年[8] - 1979年[9][10]）⇒ 254名（閉館時）
  3. 日勝文化（地下1階） : 270名（1960年[6]） ⇒ 262名（1967年[7]） ⇒ 175名（1974年[8] - 1979年[9][10]）⇒ 183名（閉館時）
  4. 池袋スカラ : 705名（1960年[6]） ⇒ 624名（1967年[7]） ⇒ 621名（1974年[8] - 1979年[9][10]）⇒ 549名（閉館時）

## 概要

### 日勝映画館の時代
1937年（昭和12年）、東京府東京市豊島区池袋町1丁目743番地（現在の東京都豊島区東池袋1丁目41番1号）に池袋日勝映画館として開館する。同地は、池袋駅東口から北東に伸びる明治通り沿いに面しており、通りの反対側（池袋町742番地、現在の東池袋1丁目8番1号、のちの栄真パーキング）も同館を経営した簱興行の簱栄吉の所有であった。同年4月1日には東京市電池袋線が開通しており、同館の目の前を市電が走っていた。当時の同館の支配人は簱勇治、観客定員数は685名であった。
簱栄吉は、1928年（昭和3年）1月に簱興行を設立した人物で、すでに平井松竹館（平井町2丁目975番地）、亀戸昭和館（亀戸町3丁目257番地、のちの亀戸日勝映画劇場）および亀戸松竹館（亀戸町3丁目168番地）、五反田劇場（品川区五反田1丁目261番地）を経営しており、1940年（昭和15年）代までには、江戸川区に小松川電気館（小松川3丁目53番地）、小岩松竹館（のちの小岩スカラ座、小岩町3丁目1861番地）、城東区（現在の江東区）に三光館（南砂町1丁目285番地）、神奈川県横浜市中区に中島常設館（共進町3丁目55番地）、千葉県市川市に市川映画館（市川2丁目3057番地）と、同館を含めて10館の映画館を経営していた。
1942年（昭和17年）には第二次世界大戦による戦時統制が敷かれ、日本におけるすべての映画が同年2月1日に設立された社団法人映画配給社の配給になり、すべての映画館が紅系・白系の2系統に組み入れられるが、同年発行の『映画年鑑 昭和十七年版』によれば、同館は「紅系一番館」に指定されていた。当時の広告によれば、同年12月3日には山本嘉次郎監督による東宝映画作品『ハワイ・マレー沖海戦』を日本劇場、浅草大勝館、浅草富士館、江東劇場等と共にロードショー公開している。田中純一郎および清水晶によれば、大戦末期の1944年（昭和19年）末には、勤労者本位に紅系・白系の系統を組み替えており、同館は、浅草富士館、本所映画劇場、江東劇場、向島東宝映画劇場、五ノ橋電気館、芝園館、荏原大映劇場、五反田劇場、牛込東宝映画劇場、中野映画劇場、井ノ頭会館、蒲田常設館、蒲田電気館、大森松竹映画劇場等とともに「白系一番館」に変わった。

### 戦後・4館体制へ

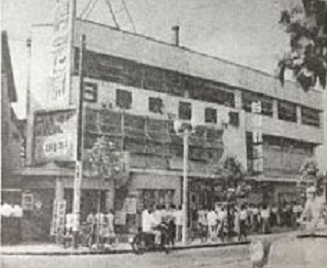
池袋日勝映画劇場、池袋日勝地下劇場の2館時代（1955年前後）。

第二次世界大戦後は、空襲で多くの映画館を失った簱興行所有の映画館のなかでももっとも早く、1946年（昭和21年）10月に復興・開館している。Goo地図にある1947年（昭和22年）の航空写真を見ると、池袋アバン座や池袋東洋映画劇場（のちの池袋東急、池袋1丁目750番地）、池袋日活映画劇場（池袋1丁目753番地）といった並びの映画館はあるが、北側はほとんど更地のような状態であった。当時の同館は、観客定員数705名の大きな映画館であり、邦洋混映館であったが一番館（封切館）、支配人は林幹人であった。
1951年（昭和26年）12月には、同館地下に観客定員数275名の日勝地下劇場を開館、これを洋画特選の映画館とし、観客定員数705名の日勝映画劇場のほうは、大映および新東宝の封切館となった。発足以来東宝の配給ラインに製作物を供給してきた新東宝は、1950年（昭和25年）3月から自主配給を開始しており、当時の新聞広告によれば、日勝映画劇場では、1953年（昭和28年）2月12日には『名月赤城山』（監督冬島泰三）『三太頑張れッ!』（監督井上梅次）を、同年3月19日には『右門捕物帖 からくり街道』（監督並木鏡太郎）を、一斉封切りとともに公開している。
1956年（昭和31年）、通りの反対側の土地を駐車場「栄真パーキング」として営業する。同駐車場は1983年（昭和58年）12月に設立された栄真（代表・簱栄一郎）が経営を引き継いだ。全国の映画館数がピークを迎えた1960年（昭和35年）前後には、東に隣接して建物を新築、映画館を4つに増やすとともに、名称を変更して興行系統も編成しなおしている。従来の観客定員数705名の日勝映画劇場を池袋松竹劇場と改称して松竹の新作上映館とし、池袋日勝映画劇場は観客定員数339名の規模に縮小して東宝および大映作品を上映、池袋日勝地下劇場（観客定員数277名）は従来通り洋画特選の上映館、地下にもうひとつ新たに池袋日勝文化劇場（観客定員数270名）を新設して日活作品の上映館とした。こうして、4館体制が確立された。1963年（昭和38年）には、池袋松竹劇場を池袋スカラ座と改称、これを東宝の洋画興行チェーンである「TY白系」に興行系統を変え、その他3館は従来通りとした。このとき同社が経営する五反田の五反田劇場は「TY紅系」になった。
1971年（昭和46年）には、大映が倒産し、日活が一般映画から成人映画（日活ロマンポルノ）に製作・配給を切り替えており、同4館の興行系統にも影響が出ている。東宝洋画TY系の池袋スカラ座、洋画特選の池袋日勝地下劇場は変わらないが、池袋日勝映画劇場は東宝および松竹の上映館に切り替わり、池袋日勝文化劇場については観客定員数175名に縮小し、東映および日活の旧作上映館に変わった。その後1985年（昭和60年）にシネマサンシャイン池袋と池袋ジョイシネマ（現：池袋HUMAXシネマズ）が開業すると、日勝映画劇場と日勝文化劇場は主に丸の内ピカデリーや東京劇場で上映される邦画・洋画の上映館へとシフトしていった。
1995年（平成7年）、4館ともすべて閉館した。閉館後は再開発に入り、2007年（平成19年）、同社子会社の簱保全が「簱保全池袋ビル」を竣工、「LABI1池袋」（現在の「ヤマダ電機IKEBUKUROアウトレット・リユース TAX FREE館」）が入居して同年7月13日に開店した。「栄真パーキング」（経営・栄真）はのちに閉鎖、2014年（平成26年）8月に「栄真東池袋1丁目ビルWACCA」（地上8階・地下4階建）が竣工する。

## ギャラリー
- 東宝映画が製作し1942年（昭和17年）12月3日に「紅系」で公開された『ハワイ・マレー沖海戦』（監督山本嘉次郎）のポスター。館名リスト左から6番目に「池袋日勝」の文字列が確認できる。
- 新東宝が製作し1953年（昭和28年）2月12日に一斉公開された『名月赤城山』（監督冬島泰三）および『三太頑張れッ!』（監督井上梅次）の同年2月11日付新聞広告。館名リスト右から5番目に「池袋日勝」の文字列が確認できる。
- 新東宝が製作し1953年3月19日に一斉公開された『右門捕物帖 からくり街道』（監督並木鏡太郎）の同年3月18日付新聞広告。館名リスト右から5番目に「池袋日勝」の文字列が確認できる。